# Марковська (Верховазький район)
Ма́рковська (рос. Марковская) — присілок у складі Верховазького району Вологодської області, Росія. Входить до складу Нижньо-Вазького сільського поселення.

## Населення
Населення — 23 особи (2010; 25 у 2002).
Національний склад (станом на 2002 рік):
- росіяни — 100 %